# Campeonato Mundial de Ginástica Artística de 1999 - Resultados femininos
Os resultados femininos no Campeonato Mundial de Ginástica Artística de 1999 somaram dezoito medalhas nas seis provas disputadas.

## Resultados

### Equipes
Finais
| Pos.              | País           | Pts     |
| ----------------- | -------------- | ------- |
| Medalha de ouro   | Roménia        | 153,527 |
| Medalha de prata  | Rússia         | 153,209 |
| Medalha de bronze | Ucrânia        | 152,338 |
| 4                 | Austrália      | 150,932 |
| 5                 | Estados Unidos | 150,213 |
| DSQ               | China          | 152,423 |

### Individual geral
Finais
| Pos.              | País           | Ginasta              | Pts    |
| ----------------- | -------------- | -------------------- | ------ |
| Medalha de ouro   | Roménia        | Maria Olaru          | 38,774 |
| Medalha de prata  | Ucrânia        | Viktoria Karpenko    | 38,705 |
| Medalha de bronze | Rússia         | Elena Zamolodchikova | 38,687 |
| 4                 | Rússia         | Yelena Produnova     | 38,673 |
| 5                 | Roménia        | Andreea Raducan      | 38,617 |
| 6                 | China          | Huang Mandan         | 38,018 |
| 7                 | Estados Unidos | Elise Ray            | 38,017 |
| 8                 | Austrália      | Allana Slater        | 37,805 |
| 9                 | Espanha        | Sara Moro            | 37,785 |
| 10                | Espanha        | Ester Moya           | 37,649 |
| 11                | Rússia         | Svetlana Khorkina    | 37,611 |
| 12                | Ucrânia        | Olga Raschoupkina    | 37,485 |
| 13                | Roménia        | Simona Amanar        | 37,299 |
| 13                | Itália         | Monica Bergamelli    | 37,299 |
| 15                | Austrália      | Lisa Skinner         | 37,293 |
| 16                | China          | Bai Chunyue          | 37,125 |
| 17                | Japão          | Risa Sugawara        | 36,949 |
| 18                | Canadá         | Kate Richardson      | 36,860 |
| 19                | Espanha        | Laura Martinez       | 36,737 |
| 20                | Itália         | Martina Bremini      | 36,711 |
| 21                | Ucrânia        | Natalia Hordny       | 36,705 |
| 22                | Canadá         | Yvonne Tousek        | 36,680 |
| 23                | Alemanha       | Birgit Schweigert    | 36,618 |
| DSQ               | China          | Dong Fangxiao        | 38,143 |

| Pos.              | País      | Ginasta              | Pts   |
| ----------------- | --------- | -------------------- | ----- |
| Medalha de ouro   | Rússia    | Elena Zamolodchikova | 9,718 |
| Medalha de prata  | Roménia   | Simona Amanar        | 9,631 |
| Medalha de bronze | Roménia   | Maria Olaru          | 9,593 |
| 4                 | Rússia    | Yelena Produnova     | 9,587 |
| 5                 | Austrália | Trudy McIntosh       | 9,568 |
| 6                 | México    | Deniss Lopez         | 9,562 |
| 7                 | Ucrânia   | Viktoria Karpenko    | 9,475 |
| 8                 | Espanha   | Laura Martinez       | 8,606 |

| Pos.              | País           | Ginasta            | Pts   |
| ----------------- | -------------- | ------------------ | ----- |
| Medalha de ouro   | Rússia         | Svetlana Khorkina  | 9,837 |
| Medalha de prata  | China          | Huang Mandan       | 9,825 |
| Medalha de bronze | China          | Ling Jie           | 9,812 |
| 4                 | Rússia         | Yelena Produnova   | 9,750 |
| 5                 | Ucrânia        | Viktoria Karpenko  | 9,725 |
| 6                 | Roménia        | Maria Olaru        | 9,712 |
| 7                 | Estados Unidos | Elise Ray          | 9,687 |
| 8                 | Bielorrússia   | Tasiana Zharhanava | 9,612 |

| Pos.              | País    | Ginasta           | Pts   |
| ----------------- | ------- | ----------------- | ----- |
| Medalha de ouro   | China   | Ling Jie          | 9,775 |
| Medalha de prata  | Roménia | Andreea Raducan   | 9,762 |
| Medalha de bronze | Ucrânia | Olga Raschoupkina | 9,737 |
| 4                 | Roménia | Maria Olaru       | 9,650 |
| 5                 | Ucrânia | Olga Teslenko     | 9,587 |
| 6                 | Rússia  | Anna Kovaleva     | 9,500 |
| 7                 | Espanha | Laura Martinez    | 9,425 |
| DSQ               | China   | Dong Fangxiao     | 9,462 |

| Pos.              | País    | Ginasta           | Pts   |
| ----------------- | ------- | ----------------- | ----- |
| Medalha de ouro   | Roménia | Andreea Raducan   | 9,837 |
| Medalha de prata  | Roménia | Simona Amanar     | 9,800 |
| Medalha de bronze | Rússia  | Svetlana Khorkina | 9,787 |
| 4                 | Rússia  | Yelena Produnova  | 9,737 |
| 5                 | França  | Ludivine Furnon   | 9,612 |
| 6                 | Ucrânia | Tatiana Yarosh    | 9,600 |
| 7                 | Canadá  | Yvonne Tousek     | 9,537 |
| DSQ               | China   | Dong Fangxiao     | 9,737 |